# Einzi Stolz

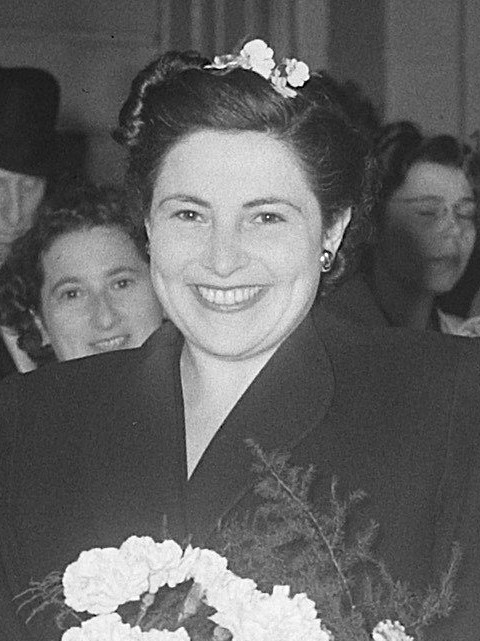
Einzi Stolz (1950)

Einzi Stolz (eigentlich: Yvonne Louise Stolz, in erster Ehe Yvonne Louise Ulrich; * 1. Mai 1912 in Warschau; † 18. Januar 2004 in Wien) war die Ehefrau und Managerin des Operettenkomponisten Robert Stolz.

## Leben
Über Kindheit und Jugend von Einzi Stolz ist wenig bekannt. Nach ihren eigenen Angaben lebte die Familie vornehmlich in der französischen Schweiz, ihr Vater soll Schriftsteller und Philosoph gewesen sein. Zu dem Zeitpunkt, als der damals schon fast sechzigjährige Robert Stolz seine spätere (fünfte) Ehefrau in Paris kennenlernte, war Einzi Stolz gerade erst 26 Jahre alt, mit einem britischen Kaufmann verheiratet und hatte eine einjährige Tochter. Die studierte Juristin war mit zahlreichen deutschsprachigen Emigranten in Paris befreundet, die ihr den Spitznamen „Einzi“ gaben. Nach Aussage des Komponisten Paul Abraham wurde sie von allen so genannt, weil sie die einzige sei, die den verarmten Künstlern helfen konnte (und dies auch tat). Einzi Stolz verfügte dank ihres Mannes nicht nur über Vermögen, sondern auch über exzellente Beziehungen und Organisationstalent. Sie rettete den nach Kriegsausbruch internierten Robert Stolz durch Bestechung eines Beamten aus dem französischen Lager des Colombes-Stadions nahe Paris und beschaffte Stolz auch die begehrten Papiere zur Einreise nach New York.
Nach der einvernehmlichen Scheidung von ihrem englischen Mann lebte Einzi Stolz in den USA mit Robert Stolz zusammen und unterstützte diesen bei seiner beruflichen Tätigkeit als Komponist und Dirigent. Als schließlich auch Stolz von seiner vierten Ehefrau Lilli geschieden war, heirateten die beiden 1946 in Reno. Einzi Stolz blieb auch nach der Rückkehr nach Wien Robert Stolz’ Managerin. Nach seinem Tode 1975 sah sie es als ihre Lebensaufgabe an, das Werk des Komponisten weiter präsent zu halten. Durch vielfältige Auftritte im Fernsehen (in Galas, Unterhaltungs- und Musik-Shows), in denen sie über ihren Mann berichtete, wurde sie schließlich selbst zu einer Medienfigur und erreichte eine hohe Popularität. 2002 verlieh ihr die Stadt Wien in Anerkennung um das Werk von Robert Stolz und für ihre aufrechte politische Haltung den Goldenen Rathausmann.
Sie ruht an der Seite ihres Mannes Robert Stolz in dessen Ehrengrab auf dem Wiener Zentralfriedhof (Gruppe 32 C, Nummer 24).